# Средниково
Средниково (рос. Средниково) — село в Радищевському районі Ульяновської області Російської Федерації.
Населення становить 102 особи. Входить до складу муніципального утворення Ореховське сільське поселення.

## Історія
Населений пункт розташований на території українського культурного та етнічного краю Жовтий Клин.
Від 2004 року входить до складу муніципального утворення Ореховське сільське поселення.

## Населення
| 2010 |
| ---- |
| 102  |